# Jonathan Penrose
Jonathan Penrose (Colchester, 7 de outubro de 1933 – 30 de novembro de 2021) foi um enxadrista britânico, com diversas participações nas Olimpíadas de xadrez. Participou das edições de 1952, 1954, 1956, 1958, 1960, 1962, 1968, 1970 e 1974. Nas edições de 1962 e 1968, conquistou a medalha de prata no primeiro tabuleiro.

## Carreira de jogador
Penrose nasceu em 7 de outubro de 1933 em Colchester. Ganhou o título de International Master em 1961 e foi o principal jogador britânico por vários anos na década de 1960 e início de 1970, superando a conquista de Henry Ernest Atkins ao vencer o Campeonato Britânico um número recorde de vezes. Ele era amplamente considerado um grande mestre, mas não alcançou o título de grande mestre durante sua ativa carreira de jogador, apesar de algumas vitórias notáveis. Isso se deveu principalmente à sua escolha de permanecer amador e colocar suas palestras como uma prioridade. Como consequência, ele jogou poucos torneios internacionais e frequentemente recusou convites para torneios de prestígio como o de Hastings. Em 1993, ele foi premiado com o título de Grande Mestre pela FIDE. No entanto, a FIDE o nomeou grão-mestre honorário em 1993.
Ele competiu em oito Olimpíadas de Xadrez entre 1952 e 1962, depois nas Olimpíadas de 1968 e 1970, frequentemente postando excelentes pontuações, incluindo + 9−1=7 em 1962 (Varna) e + 10−0=5 em 1968 (Lugano). Em ambas as ocasiões, ele ganhou uma medalha de prata individual no primeiro tabuleiro; em 1968, sua pontuação foi superado apenas pelo Campeão do Mundo, Tigran Petrosian.
Na Olimpíada de Leipzig 1960, ele derrotou o então campeão mundial Mikhail Tal com as peças brancas.
Esta vitória fez de Penrose o primeiro jogador britânico a vencer um campeão mundial desde que Joseph Henry Blackburne derrotou Emanuel Lasker em 1899.

## Xadrez por correspondência
Penrose sofria de nervosismo e desmaiou nas Olimpíadas de 1970 em meio a um jogo tenso. Consequentemente, ele passou para o xadrez por correspondência, onde teve sucesso, ganhando o título de Mestre Internacional (IMC) em 1980 e o título de Grande Mestre (GMC) em 1983. Ele levou seu país à vitória na 9ª Olimpíada por Correspondência (1982-1987).

## Morte
Penrose morreu em 30 de novembro de 2021, aos 88 anos de idade.